# Tonny (film)
Tonny är en norsk svartvit dramafilm från 1962 i regi av Nils R. Müller. Filmen är en kritisk skildring av hur samhället behandlar kriminella och i de ledande rollerna ses Per Christensen, Wenche Foss och Liv Ullmann.

## Handling
Filmen följer Tonny som efter en tuff barndom hamnar i kriminalitet.

## Rollista
- Per Christensen – Tonny
- Wenche Foss – Tonnys mor
- Liv Ullmann – Kari
- Joachim Calmeyer – rörläggaren
- Rolf Daleng – Alfred
- Finn Kvalem – Rødtopp
- Ola B. Johannessen – polis
- Henny Skjønberg – dam med parasoll
- Helga Backe
- Finn Bernhoft
- Erik Melbye Brekke
- Synnøve Gleditsch
- Rolf Nannestad
- Alfred Solaas
- Lalla Carlsen – tidningsbud
- Gisle Straume
- Rolf Søder – bonde

## Om filmen
Tonny bygger på Jens Bjørneboes roman Den onde hyrde (1960). Den omarbetades till filmmanus av Sverre Gran som även producerade filmen för bolaget Ess-Film AS. Den regisserades av Nils R. Müller och spelades in med Hans Nord som fotograf. Den klipptes samman av Olav Engebretsen. Musiken komponerades av Egil Monn-Iversen.
Filmen hade premiär den 22 januari 1962 i Norge. I juni 1962 visades filmen vid Berlins filmfestival. Dess engelska titel är Tonny on the Wrong Road. Filmen mottogs väl.